# Dyspergent
Dyspergent – mieszanina środków powierzchniowo czynnych i wspomagających zmniejszająca  napięcie powierzchniowe wody, dzięki czemu ułatwione jest emulgowanie zanieczyszczeń olejowych. 
Dyspergent likwiduje rozlewy i wycieki z paliw oraz olejów z powierzchni wody i ciał stałych. Substancja ta służy do czyszczenia posadzek, hal fabrycznych, dróg i autostrad, warsztatów, myjni, stacji paliw oraz różnego typu podłoży. Dyspergent podczas stosowania nie wydziela toksycznych par i gazów.